# Typhlodromus tecoma
Typhlodromus tecoma är en spindeldjursart som först beskrevs av Denmark och Evans 1999.  Typhlodromus tecoma ingår i släktet Typhlodromus och familjen Phytoseiidae. Inga underarter finns listade i Catalogue of Life.